# Liubitovka
Liubitovka (en rus: Любитовка) és un poble del krai de Primórie, a l'Extrem Orient de Rússia, que en el cens del 2010 tenia 328 habitants. Pertany al districte rural de Dalneretxenski.